# T18 Boarhound

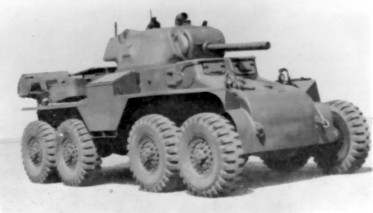
T18 E2 Boarhound

T18 Boarhound – amerykański ciężki samochód pancerny wyprodukowany w małych ilościach dla armii brytyjskiej w czasie II wojny światowej.

## Historia
W czerwcu 1941 armia amerykańska ogłosiła konkurs na średni i ciężki samochód opancerzony. Jako średni samochód pancerny został wybrany T17 Armored Car, a jako ciężki T18, którego prototyp został wyprodukowany w zakładach Yellow Coach w 1942. Był to duży pojazd z napędem na wszystkie osiem kół, z których cztery były sterowane.  Samochód został wyposażony w bardzo gruby pancerz, jego masa własna wynosiła aż 26 ton, mniej więcej tyle co współczesnych mu czołgów średnich.  Początkowo został uzbrojony w armatę 37 mm umieszczoną w wieży, gdzie znajdował się także karabin maszynowy 7,62 mm, drugi karabin znajdował się w kadłubie samochodu.  Już po powstaniu prototypu okazało się, że działo 37 mm było niewystarczające jako armata przeciwpancerna i zaprojektowano wersję samochodu T18E2, uzbrojoną w brytyjską armatę 6-funtową (57 mm).
Armia amerykańska nie zamówiła ani jednego egzemplarza tego pojazdu, za to armia brytyjska złożyła zamówienie na 2500 samochodów tego typu, jednak bardzo wysokie koszty produkcji i kiepskie możliwości terenowe spowodowały skasowanie projektu po wybudowaniu zaledwie 30 egzemplarzy. Pojazd ten nigdy nie został użyty bojowo.
Jedyny istniejący egzemplarz T18 znajduje się w Muzeum Wojsk Pancernych w Bovington.

## Wersje T18
- T18 – pierwsza wersja z armatą 37 mm
- T18E1 – wersja sześciokołowa, nie weszła do produkcji
- T18E2 – wersja z armatą 6-funtową